# Al-Amara
Al-Amara (arab. العمارة) – miasto w południowo-wschodnim Iraku, nad Tygrysem, ośrodek administracyjny muhafazy Majsan. Około 500 tys. mieszkańców. Ośrodek przemysłu chemicznego, włókienniczego, odzieżowego, materiałów budowlanych i spożywczego.

## Wydarzenia
12 grudnia 2007 roku w wyniku wybuchu trzech bomb w samochodach-pułapkach zginęło co najmniej 40 osób, a około 100 zostało rannych.